# عبد السلام العطاري
عبد السلام عارف عبد الوهاب العطاري (وُلِدَ في 20 سبتمبر 1965 في عرابة) هو شاعر وكاتب فلسطيني، وأَحد المٌؤسسِين لمواقِع وَمجَلات عَلى الشَبكَة العَنكبُوتِية، وهو عضُو اتحَاد الكتاب والأدباء الفلسطينيين، ومدير عام الآداب والنشر والمكتبات في وزارة الثقافة الفلسطينية.

## سيرته
ولد عبد السلام العطاري بتاريخ 20 سبتمبر 1965 في بلدة عرابة في محافظة جنين. كان معدًا ومقدمًا لبرنامج "قناديل" الإذاعي الثقافي في إذاعة صوت القدس عام 2000، وعمل مديرًا لمكتب وزير الشباب والرياضة الفلسطيني منذ عام 1994 وحتى عام 2010.